# Gastón Pereiro
Gastón Rodrigo Pereiro López (Montevideo, 11 juni 1995) is een Uruguayaans voetballer die doorgaans als aanvallende middenvelder speelt. Hij tekende in oktober 2023 een contract bij Genoa. Pereiro debuteerde in 2017 in het Uruguayaans voetbalelftal. Hij bezit vanwege familiebanden ook een Spaans paspoort.

## Clubcarrière

### Club Nacional
Pereiro is afkomstig uit de jeugdopleiding van Club Nacional. Op 1 februari 2014 maakte hij zijn debuut in het eerste elftal hiervan, in de Primera División tegen Racing Club de Montevideo. In dezelfde wedstrijd maakte hij zijn eerste doelpunt voor de club, door na negen minuten de score te openen (eindstand 0–2). Op 10 mei 2014 maakte Pereiro twee doelpunten in een competitiewedstrijd tegen Miramar Misiones (eindstand 3–0). Pereiro maakte in het seizoen 2013/14 vijf doelpunten in vijftien competitiewedstrijden voor de Tricolores. Ook gaf hij in die wedstrijden vijf assists, waarvan drie in het laatste competitieduel van de Clausura 2015, tegen CA Fénix (1–4 winst). Pereiro speelde in het volgende seizoen – de jaargang 2014/15 – meer wedstrijden, als basisspeler in het elftal van Club Nacional. Hij miste uitsluitend enkele wedstrijden door interlandverplichtingen. In de competitie speelde Pereiro 24 wedstrijden, waarin hij zesmaal trefzeker was en viermaal een assist gaf. Daarmee droeg hij dat jaar bij aan het behalen van het 45ste landskampioenschap van Club Nacional. De club won de tweede seizoenshelft (de Clausura) en won in de beslissingswedstrijd om het landskampioen met 3-2 van CA Peñarol, de kampioen van de eerste seizoenshelft (de Apertura). Tijdens deze finale kwam Pereiro zelf niet in actie. In de Copa Libertadores 2015 speelde hij één wedstrijd, het gewonnen kwalificatieduel op 12 februari tegen CD Palestino uit Chili (2–1). Pereiro maakte in de 45ste minuut het winnende doelpunt, maar de 2–1 overwinning was niet genoeg om kwalificatie af te dwingen na de met 1–0 verloren heenwedstrijd, een week eerder.

### PSV
Pereiro tekende op 15 juli 2015 een contract tot en met het seizoen 2019/20 bij PSV, dat circa zes miljoen euro voor hem betaalde. Hij reisde op 14 juli naar Nederland om te tekenen, maar de onderhandelingen tussen PSV en zijn zaakwaarnemer Paco Casal werden tot twee keer toe onderbroken vanwege aanvullende eisen. Een dag later kwam de transfer toch rond.
Omdat Pereiro vanwege familiebanden ook de Spaanse nationaliteit en daarmee een EU-paspoort bezit, hoefde hij na het tekenen van het contract bij PSV niet terug naar Uruguay om een werkvergunning en visum te regelen. Hij was direct inzetbaar voor de Eindhovense ploeg. Pereiro maakte op 2 augustus 2015 zijn officiële debuut voor PSV, in de strijd om de Johan Cruijff Schaal 2015 tegen FC Groningen (0–3 winst). Hij viel in de 85ste minuut in voor Adam Maher. De eindstand stond toen al op het bord. Pereiro begon op 4 oktober 2015 voor het eerst in de basis bij PSV, tijdens een met 1-2 gewonnen competitiewedstrijd uit bij Ajax. Diezelfde wedstrijd maakte hij zijn eerste officiële doelpunt voor de club, de 0-1 in de zevende minuut. Hij schoot in de 79ste minuut ook de 1-2 binnen. Pereiro maakte op 27 oktober 2015 voor het eerst een hattrick voor PSV. Hij maakte die dag zowel 2-0, 3-0 als 6-0 tijdens een met 6-0 gewonnen wedstrijd in het toernooi om de KNVB beker, thuis tegen het op dat moment in de hoofdklasse spelende SC Genemuiden. Pereiro werd op 8 mei 2016 landskampioen met PSV. De club begon aan de laatste speelronde van het seizoen met evenveel punten als Ajax, maar met een doelsaldo dat zes doelpunten minder was. PSV won die dag vervolgens met 1-3 uit bij PEC Zwolle, terwijl Ajax uit bij De Graafschap met 1-1 gelijkspeelde. Voor de Eindhovense club was het de tweede titel op rij. Pereiro speelde in zijn eerste seizoen bij PSV 29 competitiewedstrijden, waarvan veertien als invaller. Van de vijftien wedstrijden die hij in de basis begon, speelde hij er drie uit. Na een basisplaats in de wedstrijd om de Johan Cruijff Schaal 2016, was Pereiro in de eerste speelronde van het seizoen 2016/17 uit tegen FC Utrecht weer invaller. In die rol schoot hij vanuit een vrije trap de winnende 1–2 binnen. Een week later begon hij thuis tegen AZ vanaf de aftrap. Dit patroon herhaalde zich gedurende het seizoen, waarin hij dan weer in de basis, dan weer op de bank begon. Met tien doelpunten werd Pereiro dat jaar PSV's clubtopscorer in de competitie. De Eindhovense ploeg eindigde daarin deze keer op de derde plaats.
Na twee seizoenen als rechtsbuiten zette coach Phillip Cocu Pereiro bij aanvang van het seizoen 2017/18 regelmatig op zijn voorkeurspositie: centrale aanvallende middenvelder. Hier was ruimte voor ontstaan na het vertrek van zowel Andrés Guardado als Davy Pröpper. Hij liet hij zich in augustus 2017 verheugd uit over het spelen op die plek in het Eindhovens Dagblad. Pereiro maakte op 17 september 2017 als aanvallende middenvelder het winnende doelpunt tijdens een met 1–0 gewonnen competitiewedstrijd thuis tegen Feyenoord. De rest van het seizoen bleef hij basisplaatsen afwisselen met reserveplaatsen. Hij kreeg daarbij steeds meer de reputatie dat hij vooral in topwedstrijden presteerde. Zo scoorde hij dit seizoen zowel uit als thuis tegen Feyenoord, zowel uit als thuis tegen AZ en thuis - in de kampioenswedstrijd - tegen Ajax. Nadat Mark van Bommel Cocu opvolgde als trainer van PSV bleef het stramien voor Pereiro vrijwel hetzelfde. Hij wisselde basisplaatsen af met reservebeurten en wedstrijden waarin hij helemaal niet in actie kwam. Daarbij kreeg hij extra concurrentie voor zijn positie van Mohammed Ihattaren, die Van Bommel al kende van zijn tijd als trainer van PSV –19. Toen Pereiro begon aan zijn laatste contractjaar bij PSV en weigerde bij te tekenen, werd hij in het seizoen 2019/20 sporadisch opgesteld.

### Cagliari
Pereiro tekende op 31 januari 2020 een contract tot medio 2024 bij Cagliari, op dat moment de nummer zes van de Serie A. Het betaalde circa twee miljoen euro voor hem aan PSV. Die club verhuurde hem in 2023 en 2024 aan respectievelijk zijn oude club Club Nacional en Ternana.

### Genoa
In oktober 2024 tekende hij transfervrij bij Genoa.

## Clubstatistieken
| Seizoen         | Club            | Competitie       | Competitie | Competitie | Beker | Beker | Internationaal | Internationaal | Totaal | Totaal |
| Seizoen         | Club            | Competitie       | Wed.       | Dlp.       | Wed.  | Dlp.  | Wed.           | Dlp.           | Wed.   | Dlp.   |
| --------------- | --------------- | ---------------- | ---------- | ---------- | ----- | ----- | -------------- | -------------- | ------ | ------ |
| 2013/14         | Club Nacional   | Primera División | 15         | 5          | 0     | 0     | 6              | 0              | 21     | 5      |
| 2014/15         | Club Nacional   | Primera División | 24         | 6          | 0     | 0     | 1              | 1              | 25     | 7      |
| 2015/16         | PSV             | Eredivisie       | 29         | 11         | 3     | 3     | 6              | 0              | 38     | 14     |
| 2016/17         | PSV             | Eredivisie       | 30         | 10         | 2     | 1     | 5              | 0              | 37     | 11     |
| 2017/18         | PSV             | Eredivisie       | 28         | 11         | 3     | 0     | 2              | 0              | 33     | 11     |
| 2018/19         | PSV             | Eredivisie       | 27         | 10         | 0     | 0     | 8              | 1              | 35     | 11     |
| 2019/20         | PSV             | Eredivisie       | 4          | 2          | 1     | 0     | 3              | 0              | 8      | 2      |
| 2019/20         | Cagliari        | Serie A          | 10         | 1          | 0     | 0     | –              | –              | 10     | 1      |
| 2020/21         | Cagliari        | Serie A          | 15         | 2          | 1     | 0     | –              | –              | 16     | 2      |
| 2021/22         | Cagliari        | Serie A          | 29         | 4          | 3     | 1     | –              | –              | 32     | 5      |
| 2022/23         | Cagliari        | Serie A          | 9          | 1          | 2     | 0     | –              | –              | 11     | 1      |
| 2022/23         | → Club Nacional | Primera División | 18         | 2          | 1     | 0     | 5              | 1              | 24     | 3      |
| 2023/24         | Cagliari        | Serie A          | 0          | 0          | 2     | 0     | –              | –              | 2      | 0      |
| 2023/24         | → Ternana       | Serie B          | 20         | 6          | 0     | 0     | –              | –              | 20     | 6      |
| 2024/25         | Genoa           | Serie A          | 0          | 0          | 0     | 0     | –              | –              | 0      | 0      |
| Carrière totaal | Carrière totaal | Carrière totaal  | 258        | 71         | 18    | 5     | 36             | 3              | 312    | 79     |

Bijgewerkt op 22 oktober 2024.

## Interlandcarrière
Pereiro werd in het voorjaar van 2013 opgenomen in de Uruguayaanse voorselectie voor het wereldkampioenschap voetbal onder 20. Hij speelde mee in een voorbereidende oefeninterland, tegen Paraguay –20 op 27 november 2002 (2–2) – maar viel af voor de definitieve selectie. Hij werd in 2015 wel opgenomen in de selectie van Uruguay voor het Zuid-Amerikaans kampioenschap onder 20, georganiseerd in eigen land. Hij maakte in acht wedstrijden vijf doelpunten, waarmee hij de topscorer van de Uruguayaanse selectie werd en als tweede eindigde in het topscorersklassement van het gehele toernooi, achter de Argentijn Giovanni Simeone. Uruguay eindigde het toernooi als derde. Door die positie kwalificeerde Uruguay –20 zich voor het wereldkampioenschap voetbal onder 20 in 2015. Pereiro werd in mei opgenomen in de 21-koppige selectie voor het toernooi in Nieuw-Zeeland. Hij maakte op 31 mei 2015 in de eerste groepswedstrijd, tegen Servië, in de 56ste minuut het enige doelpunt (1–0). Hij verloor op 11 juni met Uruguay de achtste finale van Brazilië –20, na strafschoppen. Pereiro nam geen strafschop, daar hij tien minuten voor tijd gewisseld werd.
Pereiro werd in augustus 2017 voor het eerst opgenomen in de selectie van het Uruguayaans voetbalelftal, voor kwalificatiewedstrijden voor het WK 2018 tegen Argentinië en Paraguay. Tot een debuut kwam het die week niet. Dat gebeurde wel op 10 november 2017. Die dag begon hij in de basis tijdens een oefeninterland in en tegen Polen. Het werd 0–0. Pereiro maakte op 8 september 2018 zijn eerste interlanddoelpunt. Hij kopte Uruguay die dag naar 1–4 in een met diezelfde cijfers gewonnen oefeninterland tegen Mexico. Hij maakte deel uit van de selectie voor de Copa América 2019.

## Erelijst
| Competitie           |               |                  |               |               |
| Competitie           | Aantal        | Jaren            |               |               |
| Club Nacional        | Club Nacional | Club Nacional    | Club Nacional | Club Nacional |
| -------------------- | ------------- | ---------------- | ------------- | ------------- |
| Kampioen Uruguay     | 1x            | 2014/15          |               |               |
| PSV                  |               |                  |               |               |
| Kampioen Eredivisie  | 2x            | 2015/16, 2017/18 |               |               |
| Johan Cruijff Schaal | 2x            | 2015, 2016       |               |               |